# Yoyo (elefante)
Yoyo (Siglo XX-Barcelona, 27 de diciembre de 2024) fue la elefanta africana más longeva del mundo, que falleció en el Zoológico de Barcelona a una edad aproximada de 54 años.

## Biografía
Previamente al zoológico, fue rescatada en 2009 después de pasar por un circo, lo que le causó lesiones físicas y psicológicas que requirieron tratamiento especializado.
Llegó al Zoo en 2009, como parte de un programa internacional de conservación de especies, en el que el centro participa junto con el Gobierno de España. Aunque se desconoce su fecha de nacimiento exacta, se calcula que tenía más de 54 años, mientras que la esperanza de vida media de su especie es de 39 años.
Vivía en el Zoológico de Barcelona con dos elefantes más.